# Ніколаус Пода фон Нейгауз
Ніколаус Пода фон Нойхаус (нім. Nicolaus Poda von Neuhaus; 1723—1798) — німецький ентомолог та єзуїт.

## Біографія
Почав навчання спочатку в Академічній гімназії, а з 1739 — у Віденському університеті. У 1740 році він вступив до Товариства Ісуса. Потім було навчання в Леобені (1742), Клагенфурті (з 1743 по 1746), Юденбурзі (1747), і вивчення математики знову у Відні з 1748 по 1749 роки, а також теології з 1750 по 1753 роки.
Після закінчення навчання в Юденбурзі в 1754, він навчався в Клагенфурті (1755), Лінці (1757) і потім в університеті єзуїтів у Граці (з 1758 по 1765 роки). Там він став додатково доглядачем обсерваторії та заклав основу для колекції природної історії. З 1766 по 1771 роки він працював професором математики та фізики в Гірській академії в Шемниці (нині Банська-Штьявниця, Словаччина).
У 1761 році Пода опублікував у Граці «Insecta Musei Graecensis», перший суто ентомологічний твір, який повністю дотримувався номенклатури Карла Ліннея (1707—1778).
Після розпуску ордена єзуїтів він залишився у 1773 році у Відні. Починаючи з цієї дати, він нічого більше не опубліковував під своїм ім'ям.
Пода був сповідником імператора Священної Римської імперії Леопольда II.
Поряд із колекцією мінералів він зібрав важливу колекцію комах, яка вважається зниклою